# Marcos McGrath
Marcos Gregorio McGrath C.S.C. (ur. 10 lutego 1924 w Panamie, zm. 4 sierpnia 2000) – panamski duchowny katolicki, biskup pomocniczy Panamy 1961-1964, biskup diecezjalny Santiago de Veraguas 1964-1969 i arcybiskup metropolita Panamy 1969-1994.

## Życiorys
Święcenia kapłańskie otrzymał 11 czerwca 1949.
8 sierpnia 1961 papież Jan XXIII mianował go biskupem pomocniczym Panamy ze stolicą tytularną Caeciri. 8 października 1961 z rąk arcybiskupa Francisco Beckmanna przyjął sakrę biskupią. 3 marca 1964 papież Paweł VI mianował go biskupem diecezjalnym Santiago de Veraguas. 5 lutego 1969 papież Paweł VI mianował go metropolitą Panamy. 18 kwietnia 1994 ze względu na wiek złożył rezygnację z zajmowanej funkcji.
Zmarł 4 sierpnia 2000.